# Грейт-Бенд (тауншип, Миннесота)
Грейт-Бенд (англ. Great Bend) — тауншип в округе Коттонвуд, Миннесота, США. На 2000 год его население составило 326 человек.

## География
По данным Бюро переписи населения США площадь тауншипа составляет 83,6 км², из которых 81,8 км² занимает суша, а 1,8 км² — вода (2,17 %).

## Демография
По данным переписи населения 2000 года здесь находились 326 человек, 125 домохозяйств и 98 семей.  Плотность населения —  4,0 чел./км².  На территории тауншипа расположено 140 построек со средней плотностью 1,7 построек на один квадратный километр. Расовый состав населения: 97,85 % белых, 0,92 % афроамериканцев, 0,31 % азиатов, 0,31 % — других рас США и 0,61 % приходится на две или более других рас. Испанцы или латиноамериканцы любой расы составляли 1,23 % от популяции тауншипа.
Из 125 домохозяйств в 30,4 % воспитывались дети до 18 лет, в 70,4 % проживали супружеские пары, в 3,2 % проживали незамужние женщины и в 21,6 % домохозяйств проживали несемейные люди. 20,0 % домохозяйств состояли из одного человека, при том 7,2 % из — одиноких пожилых людей старше 65 лет. Средний размер домохозяйства — 2,61, а семьи — 2,99 человека.
26,1 % населения — младше 18 лет, 5,8 % — в возрасте от 18 до 24 лет, 21,8 % — от 25 до 44, 32,5 % — от 45 до 64, и 13,8 % — старше 65 лет. Средний возраст — 43 года. На каждые 100 женщин приходилось 113,1 мужчин.  На каждые 100 женщин старше 18 приходилось 107,8 мужчин.
Средний годовой доход домохозяйства составлял 36 406 долларов, а средний годовой доход семьи —  40 833 доллара. Средний доход мужчин —  25 500  долларов, в то время как у женщин — 20 000. Доход на душу населения составил 16 134 доллара. За чертой бедности находились 7,3 % семей и 12,2 % всего населения тауншипа, из которых 16,8 % младше 18 и 2,0 % старше 65 лет.